# 多家良村
多家良村（たからそん）は、徳島県勝浦郡にあった村。1951年4月1日に徳島市へ編入。また現在の旧多家良村一帯は多家良地区となっており、徳島市の南部に位置する地区のひとつである。

## 地理
勝浦川下流左岸、中津峰山北麓および八多川沿いの沖積地に位置する。
文化年間にはじめて植えられたミカンは、飯谷・八多・宮井・渋野で生産されるが、急速に増産されたのは大正期であった。

### 山
| 山       | 標高 | 画像 |
| -------- | ---- | ---- |
| 中津峰山 | 773m |      |
| 古田山   | 660m |      |
| 平石山   | 648m |      |

### 河川
| 河川     | 備考                     | 画像 |
| -------- | ------------------------ | ---- |
| 勝浦川   | 二級河川・勝浦川の本流。 |      |
| 日浦谷川 | 勝浦川の支流。           |      |
| 八多川   | 勝浦川の支流。           |      |
| 夏焼谷川 | 八多川の支流。           |      |
| 仕出川   | 八多川の支流。           |      |
| 金谷川   | 八多川の支流。           |      |

### 地域
- 丈六町、渋野町、八多町、多家良町、飯谷町

### 隣接している自治体（合併時）
- 勝浦郡勝占村（現徳島市）
- 勝浦郡横瀬町（現勝浦町）
- 勝浦郡生比奈村（現勝浦町）
- 名東郡佐那河内村
- 勝浦郡小松島町（多家良村の徳島市への合併直後に市制し小松島市に）

## 歴史
- 1889年 本庄・飯谷・八多・渋野の5ヵ村が合併して成立。旧村名を継承して5大字を編成。
- 1926年 当村では138t余りのミカンの生産があり、山分地域の重要農産物になっていた。米麦・ミカンが中心作物でほかに柿・桃などの果実作り、牛馬の畜産、雑穀・薪炭を含めた林業、養蚕などが行われた。
- 1934年 本庄に国鉄小松島線の簡易停車場が当村の1,200円負担により営業開始、1935年の年間降車客は1万6,506人。
- 1940年 国鉄小松島線の簡易停車場が廃止。
- 1951年 徳島市の一部となり、村制時の5大字は徳島市の大字に継承。

## 教育機関
| 学校名                     | 住所                       | 画像 |
| -------------------------- | -------------------------- | ---- |
| 徳島市渋野小学校           | 徳島市渋野町西池35番地1    |      |
| 徳島市宮井小学校           | 徳島市多家良町小路地45番地 |      |
| 徳島市立宮井小学校八多分校 | 徳島市八多町町田38番地1    |      |
| 徳島市飯谷小学校           | 徳島市飯谷町杉尾1番地1     |      |

### 廃校
- 花星幼稚園（徳島市丈六町溝筋5番地3）

## 交通

### 道路
県道
- 徳島県道33号小松島佐那河内線
- 徳島県道209号八多法花線
- 徳島県道212号新浜勝浦線

## 観光

### 公園
- 徳島市総合動植物公園 - とくしま88景選定
  - とくしま動物園
  - とくしま植物園
  - とくしまファミリーランド
- 中津峰森林公園

### 名所
- 八多五滝 - とくしま水紀行50選・とくしま市民遺産選定
- 鳴滝 - とくしま市民遺産選定
- 七釜
- 婆羅尾峠

### 社寺・史跡
- 朝立彦神社
- 天津神社
- 五王神社
  - 犬飼農村舞台 - 重要有形民俗文化財・とくしま88景
- 宇母理比古神社
- 山方比古神社
- 小倉八幡神社
- 八幡神社 - 「渋野の三番叟踊」は徳島市指定無形民俗文化財
- 熊野神社
- 丈六寺 - 阿波秩父観音霊場第24番札所
- 如意輪寺 - 新四国曼荼羅霊場第81番札所・阿波秩父観音霊場第1番札所・阿波七福神霊場・大黒天
- 長谷寺 - 新四国曼荼羅霊場第82番札所
- 大匠寺
- 醍醐寺
- 田林寺
- 渋野丸山古墳 - 国指定史跡

### 画像

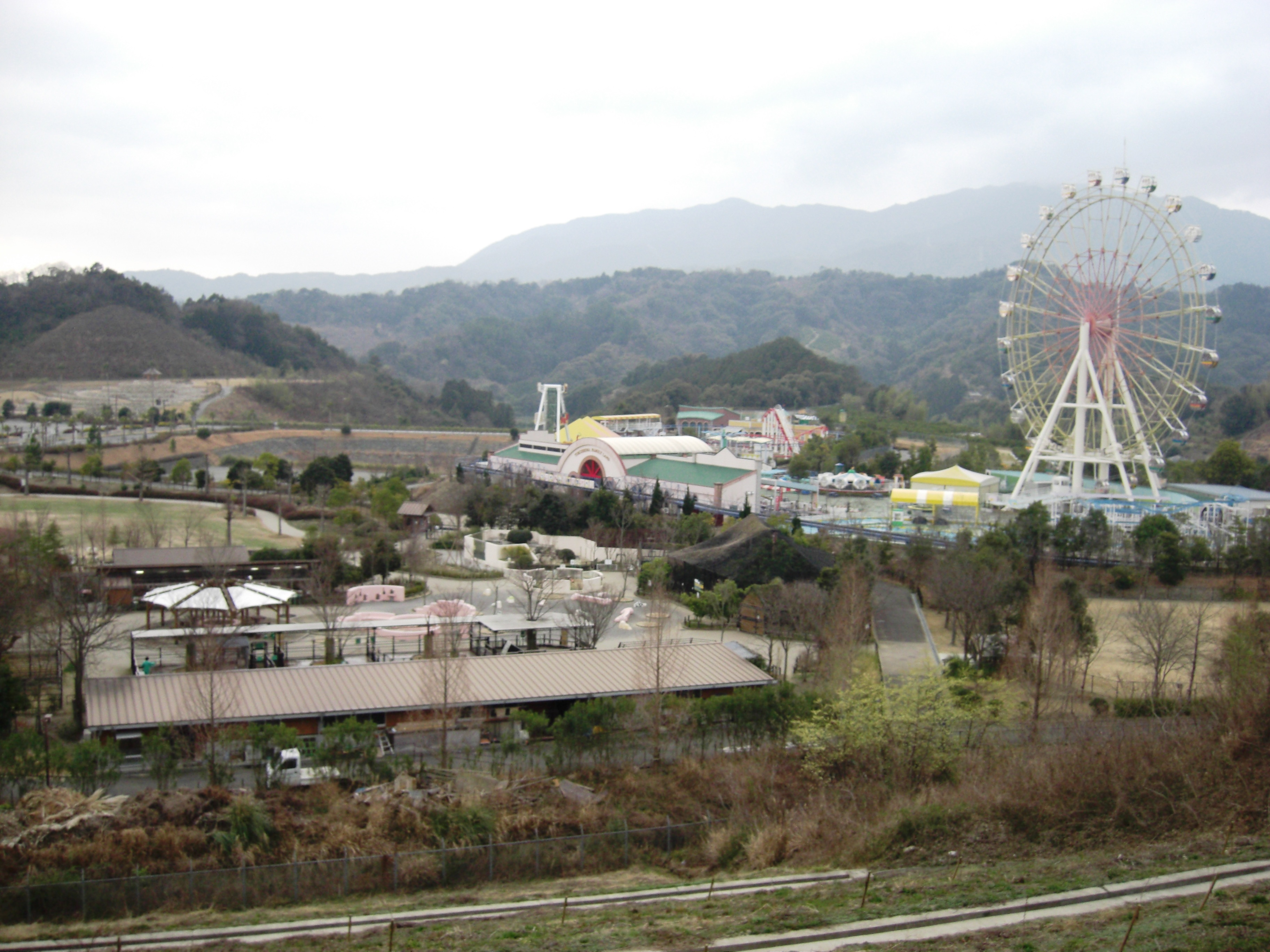
徳島市総合動植物公園
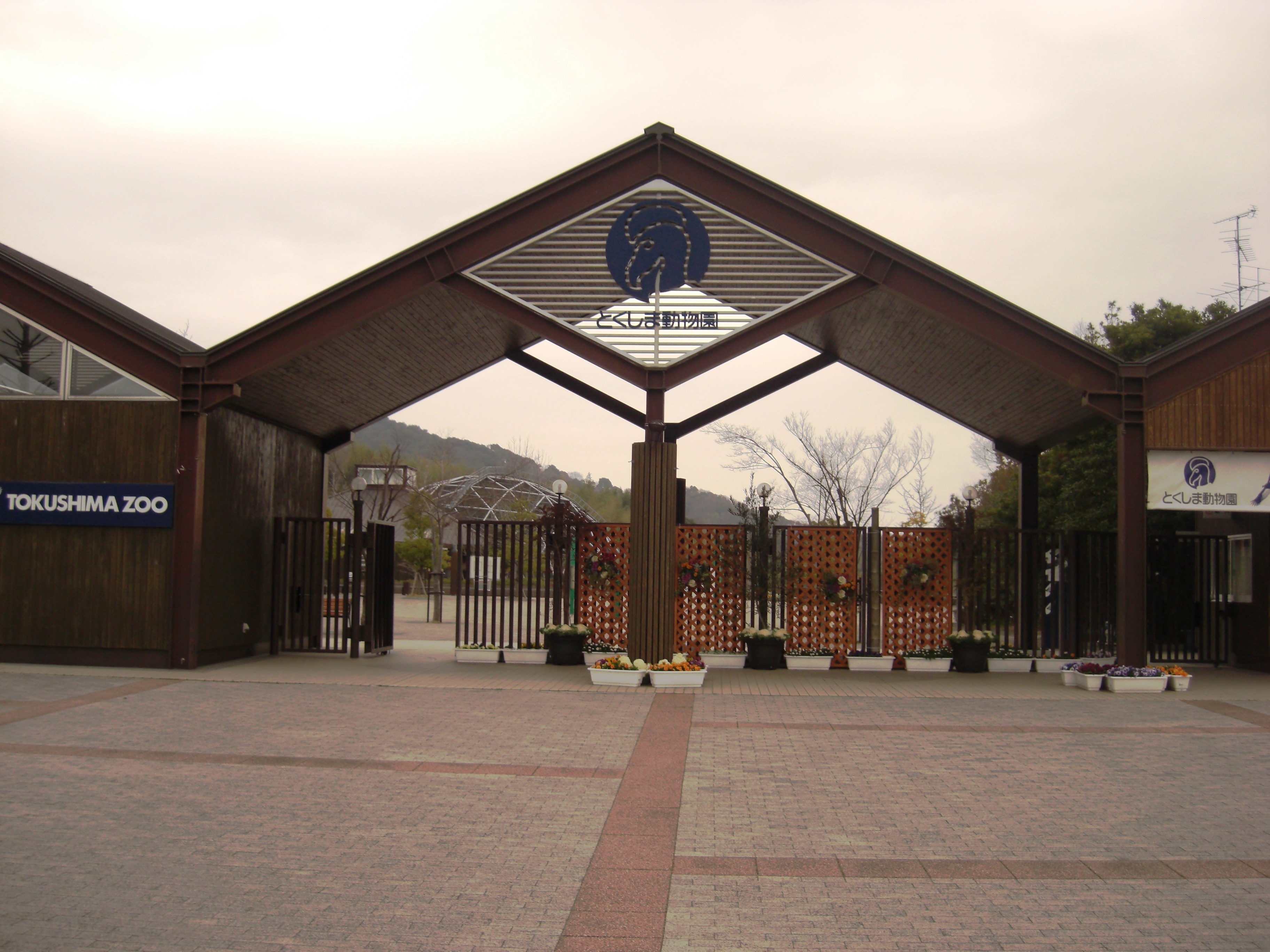
とくしま動物園
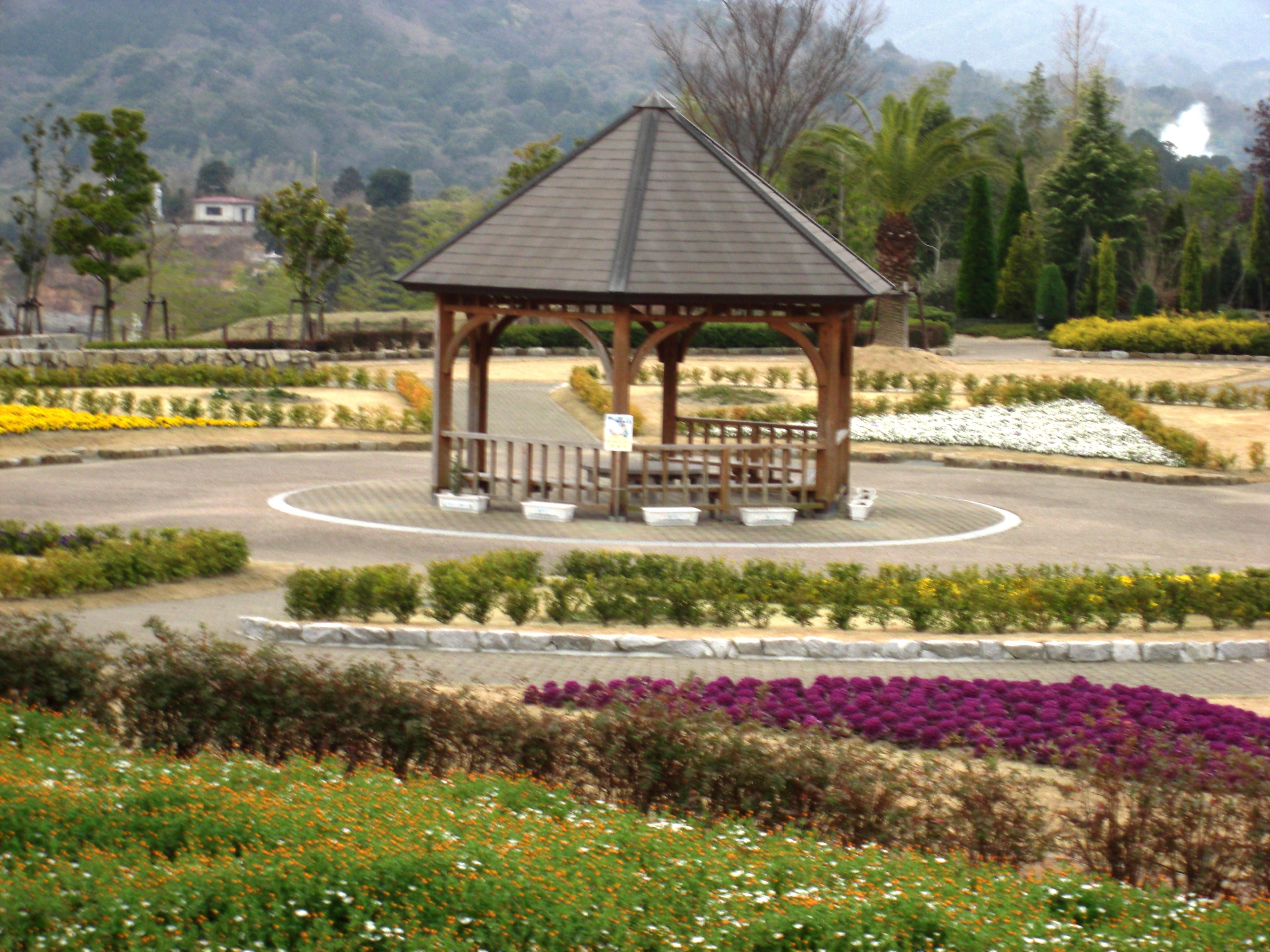
とくしま植物園
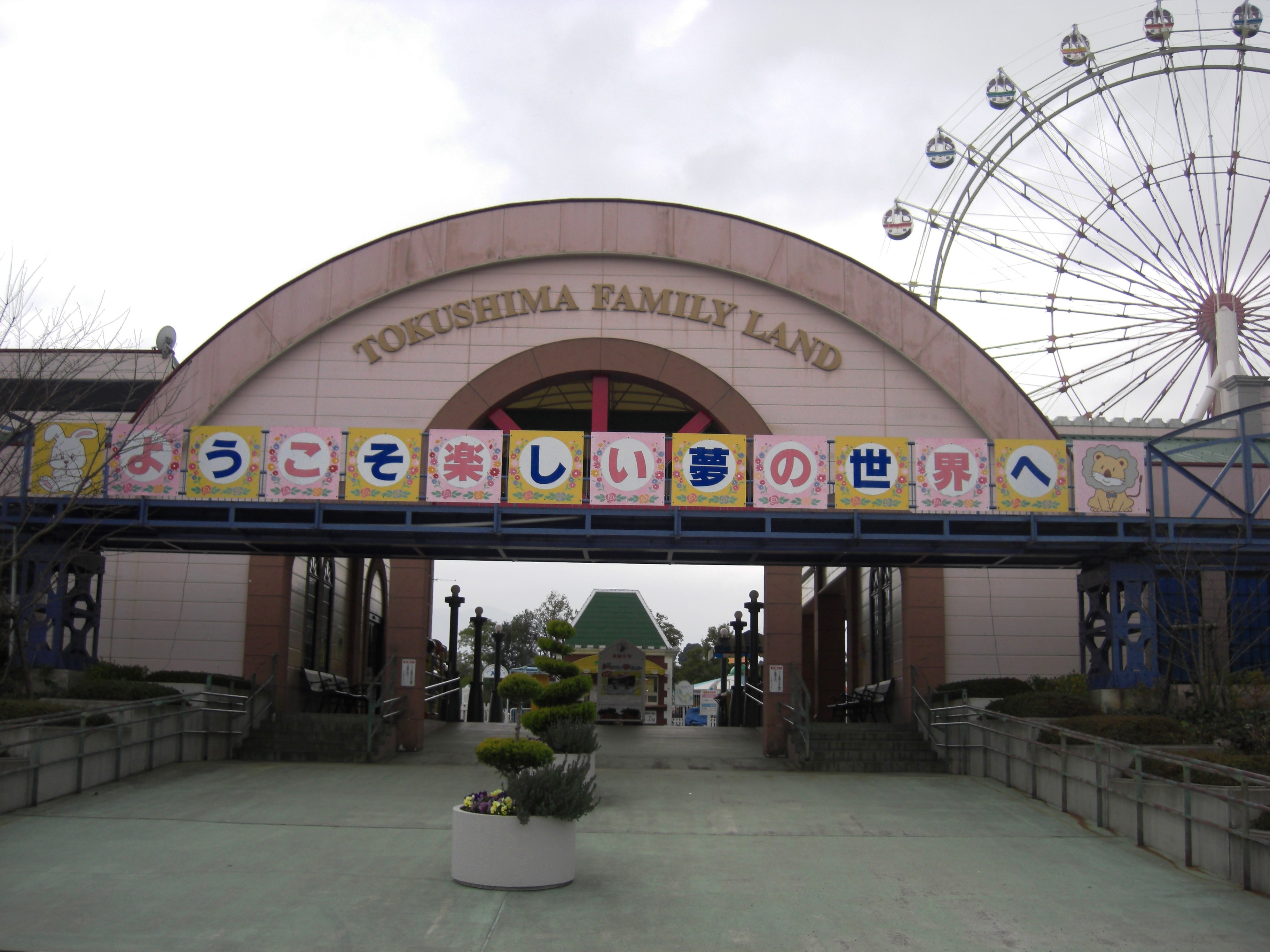
とくしまファミリーランド
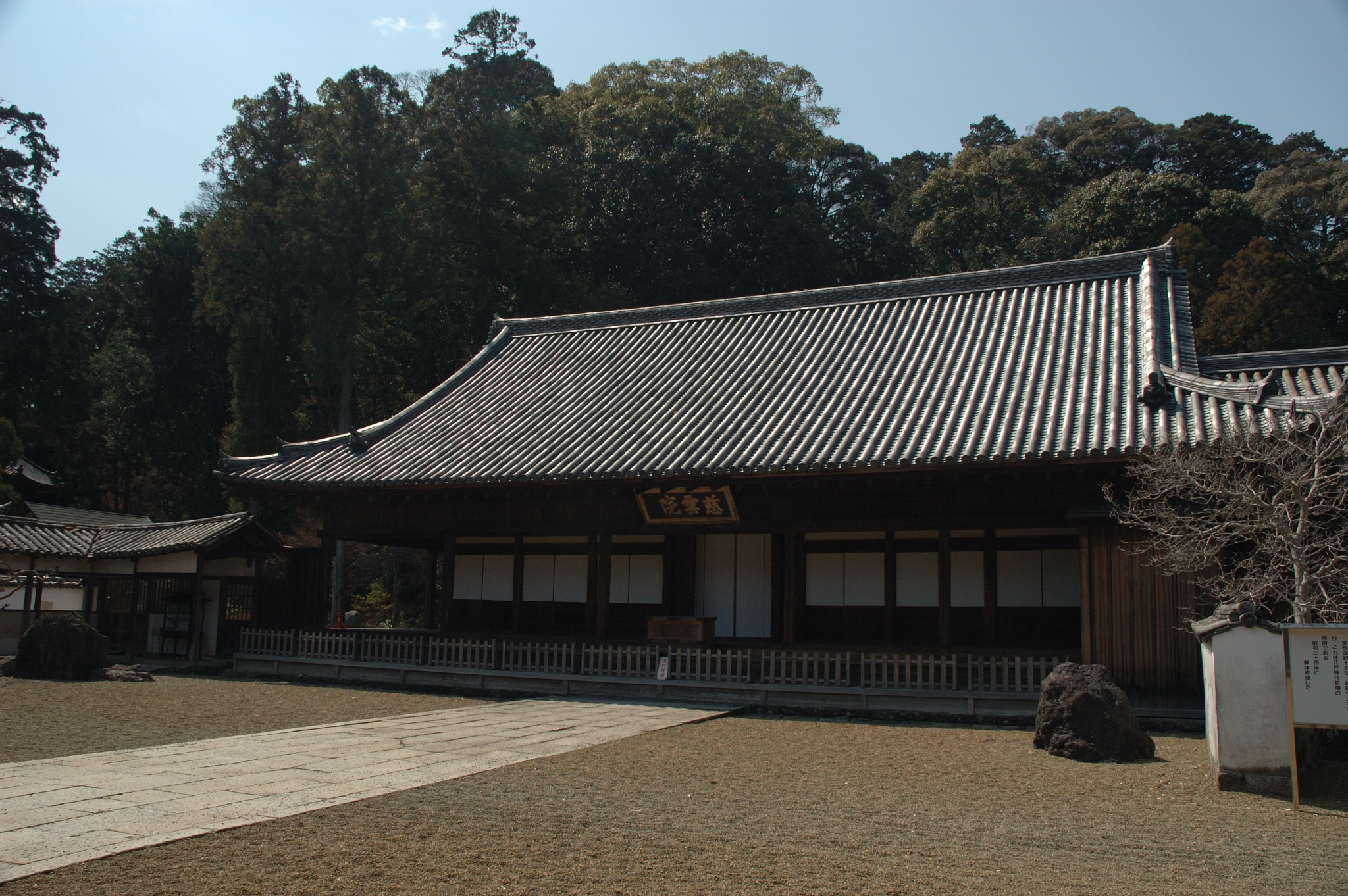
丈六寺